# Pterorana khare
Pterorana khare är en groddjursart som beskrevs av Kiyasetuo och Khare 1986. Pterorana khare ingår i släktet Pterorana och familjen egentliga grodor. IUCN kategoriserar arten globalt som sårbar. Inga underarter finns listade i Catalogue of Life.